# 永平乡 (扶余市)
永平乡，是中华人民共和国吉林省松原市扶余市下辖的一个乡镇级行政单位。

## 行政区划
永平乡下辖以下地区：
永平村、平川村、四棵树村、陈家村、福宁村、九连山村、四榆村、程家村、前围子村、百灵村、先锋村、丰收村、老窝堡村、东范家村、西范家村、创业村、韭菜村、顾家村和孤山村。